# Напірний потік
Напі́рний поті́к — рух рідини в трубах, при якому потік не має вільної поверхні і повністю дотикається до твердих стінок, що його обмежують, а тиск відрізняється від атмосферного.
Рух у цьому випадку відбувається за рахунок напору, що створюється, наприклад, насосом чи водонапірної вежею. Тиск вздовж напірного потоку зазвичай змінний. Такий рух має місце у всіх гідроприводах технологічного обладнання, водопроводах, опалювальних системах тощо.
Безнапірний потік відрізняється від попереднього тим, що він має вільну поверхню, котра знаходиться під атмосферним тиском. Безнапірний рух відбувається під дією сил тяжіння самого потоку рідини. Тиск в таких потоках приблизно однаковий і відрізняється від атмосферного тільки за рахунок глибини потоку. Прикладом такого руху може бути протікання води в руслах річки, каналу чи струмка.